# Централноафричка Република на Светском првенству у атлетици на отвореном 2011.
Централноафричка Република је учествовала на 13. Светском првенству у атлетици на отвореном 2011. одржаном у Тегу од 27. августа до 4. септембра тринаести пут, односно учествовала је на свим првенствима до данас. Репрезентацију Централноафричке Републике представљала је једна такмичарка која се такмичила у трчању на 400 метара. , 
На овом првенству Централноафричка Република није освојила ниједну медаљу. Није било нових националних рекорда. Постигнут је рекорд сезоне.

## Резултати

### Жене
| Атлетичарка           | Дисциплина | Лични рекорд | Група       | Група    | Полуфинале            | Полуфинале            | Финале                | Финале       | Детаљи |
| Атлетичарка           | Дисциплина | Лични рекорд | Резултат    | Место    | Резултат              | Место                 | Резултат              | Место        | Детаљи |
| --------------------- | ---------- | ------------ | ----------- | -------- | --------------------- | --------------------- | --------------------- | ------------ | ------ |
| Еводи Лиди Сараманджи | 400 м      | 1:01,21      | 1:05,10 ЛРС | 7 у гр 3 | Није се квалификовала | Није се квалификовала | Није се квалификовала | 36 / 36 (37) |        |

Легенда: НР = национални рекорд, ЛР= лични рекорд, ЛРС = Лични рекорд сезоне (најбољи резултат у сезони до почетка првества), КВ = квалификован (испунио норму), кв = квалификова (према резултату)